# کوهی میهارا
کوهی میهارا (ژاپنی: 三原 向平؛ زادهٔ ۸ دسامبر ۱۹۸۹) یک بازیکن فوتبال اهل ژاپن است.
از باشگاه‌هایی که در آن بازی کرده‌است می‌توان به باشگاه فوتبال شونان بلمار و باشگاه فوتبال اهیمه اشاره کرد.